# Phytographia
Phytographia (abreviado Phytographia) es un libro con ilustraciones y descripciones botánicas que fue escrito por el botánico, pteridólogo, micólogo y farmacéutico alemán Carl Ludwig Willdenow. Fue editado en Erlangen en el año 1794 con el nombre de Caroli Ludovici Willdenow M.D. Phytographia seu Descriptio Rariorum Minus Cognitarum Plantarum. Fasciculus Primus.